# Ramón de Mesonero Romanos

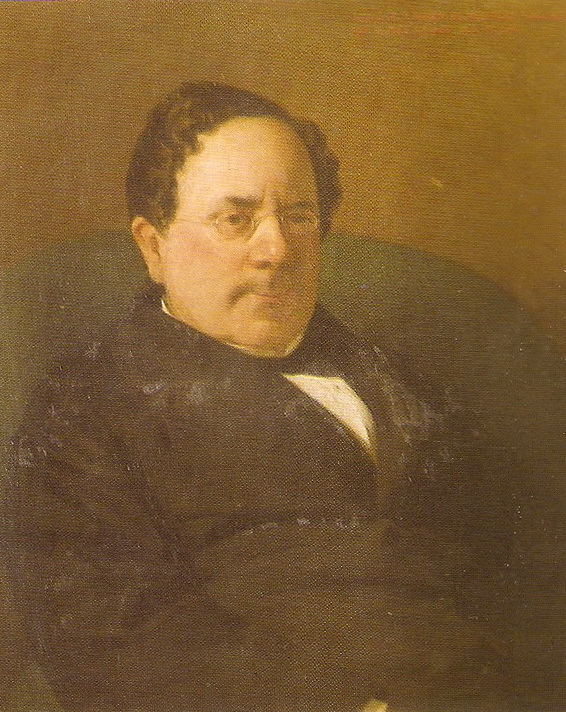
Mesonero Romanos

Ramón de Mesonero Romanos (ur. 1803, zm. 1882) – hiszpański pisarz.

## Dom rodzinny
Spokojne życie pisarza, różniące się bardzo od burzliwych losów niemal wszystkich romantyków, znane jest głównie z jego własnych dzieł, w tym przede wszystkim z Pamiętników siedemdziesięciolatka wydanych w roku 1881.
Urodził się w Madrycie w chrześcijańskiej i patriarchalnej, a przy tym majętnej i wpływowej rodzinie, mieszkającej przy ulicy del Olivo (ulica ta obecnie nosi nazwę Calle Mesonero Romanos od nazwiska pisarza). Ojciec Ramona pochodzący z Salamanki, Matías Mesonero, prowadził gestorię, czyli agencję, której działalność polegała na prowadzeniu spraw różnych osób prywatnych i występowaniu w ich imieniu w urzędach i instytucjach publicznych. Przez dom ojca – jak później pisarz będzie wspominał – przewijali się stale goście, którzy przychodzili w rozmaitych sprawach; radcowie, sekretarze sądowi, urzędnicy ministerialni, prokuratorzy, burmistrzowie, kupcy, a także zwykli starzy obywatele. Ten ruchliwy dom, a ponadto ciekawe i nie kończące się opowiadania, historyjki, anegdotki i dowcipy jego dobrodusznego i rozmiłowanego w literaturze ojca na temat rodzinnych stron w Salamance oraz ważnych figur na dworze w Madrycie, musiały już wtedy zachęcać przyszłego Ciekawskiego Gadułę (bo takim pseudonimem się będzie podpisywał) do poszukiwania tematów. Ojciec zmarł 5 stycznia 1820, a siedemnastoletni Ramón przejął po nim firmę.
W niedługi czas później Ramón Mesonero wydał swoje pierwsze dzieło Moje stracone chwile (Mis ratos perdidos), w którym przedstawił Madryt w kolejnych miesiącach lat 1820 i 1821. Były to pierwsze obrazki obyczajowe, które od razu okazały się arcydziełami stylu i sztuki obserwacji. Artykuły te Mesonero opublikował anonimowo.

## Liberalne początki
Trzylecie liberalne (1820-1823) z jego wolnościową i rewolucyjną atmosferą wywarło głęboki wpływ na początkującego pisarza. Aby wziąć czynny udział w walce z królem-despotą i wezwanym przez niego do pomocy wojskiem francuskim, zaciągnął się w szeregi Milicji Narodowej, przez co w roku 1822 musiał wraz z jej oddziałami uchodzić do Kadyksu przed ścigającymi ich wojskami francuskimi księcia d’Angoulême. Do Madrytu wrócił po powrocie Ferdynanda VII do władzy i po rozwiązaniu oddziałów Milicji Narodowej.

## Życie w kręgach intelektualnych
Mesonero nie miał wykształcenia uniwersyteckiego, ale brak ten z powodzeniem nadrabiał pilnym czytaniem literatury. Interesował się przede wszystkim twórczością Leandra Fernandeza de Moratina, Bartolomé José Gallarda i Sebastiana de Miñano oraz czytał dramaturgów Złotego Wieku: Tirso de Molinę, Lopego de Vega, Pedro Calderona de la Barkę, Agustina Moreto i Francisco de Rojas Zorrillę. Zachwycał się operą włoską i wręcz z entuzjazmem opisał spektakle operowe, które w Madrycie zrobiły prawdziwą rewolucję. Brał udział w spotkaniach El Parnasillo i wraz z takimi literatami jak José de Espronceda, Ventura de la Vega, Patricio de la Escosura, należał do Grupy Gromu (Partida del Trueno). Przyjaciółmi Ramona Mesonero i jego towarzyszami spotkań byli także artyści, dramaturdzy i przedsiębiorcy; najbliższym był znany w Madrycie dziennikarz i dramaturg, José María Carnerero, który miał poważny wpływ na młodych pisarzy tamtego okresu i który wprowadził Ramona Mesonero w środowisko dziennikarskie. Drugą sławną osobą, która cieszyła się szczególnymi względami Ciekawskiego Gaduły, był Juan Grimaldi, dyrektor Teatru Książęcego i autor słynnej podówczas komedii magicznej Kozia nóżka (La pata de cabra).

## Zainteresowanie Madrytem

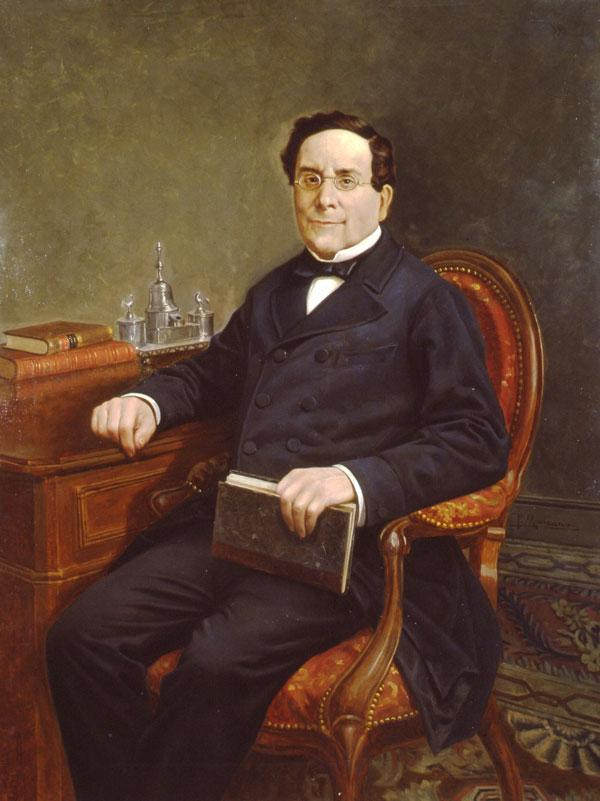
Portret Ramóna de Mesonero Romanosa, autorstwa Víctora Manzano y Mejorada

Mesonero dość szybko porzucił swoje zajęcie w firmie odziedziczonej po ojcu i zajął się całkowicie literaturą. W latach 1826–1828 opracował pięć przeróbek komedii klasycznych, a następnie rozpoczął przygotowywanie materiałów na temat rodzinnego miasta. Materiały te zebrał i wydał w roku 1831 w formie Podręcznika Madrytu (Manual de Madrid). Podręcznik Madrytu, przypominający trochę obecne „przewodniki po miastach”, był kompendium wiedzy o historii i geografii miasta z informacjami (często czysto statystycznymi) na temat aktualnego życia społeczno-polityczno-gospodarczego i kulturalnego. Przekazywanie wiedzy o Madrycie pisarz uzupełniał obrazkami obyczajowymi Madrycka panorama (Panorama matritense – 1832–1835) drukowanymi w przeglądzie Cartas Españolas i opisującymi życie różnych klas społecznych.
Pisarz interesował się także sprawami urbanistycznymi Madrytu i powodem jego kilkakrotnych podróży zagranicznych była między innymi ciekawość zobaczenia innych miast i ich porównania z jego miastem rodzinnym. Pierwszą swoją podróż pisarz odbył do Francji, a trwała ona od sierpnia 1833 roku do maja roku 1834. Do naszych czasów zachowały się fragmenty Dziennika podróży, opublikowane przez synów Mesonero w setną rocznicę jego urodzin.
Po powrocie z podróży do Francji zaczął pracować dla Dziennika Madryckiego (Diario de Madrid), w którym przedstawiał swoje projekty przekształceń miasta.

## Publicystyka kulturalna i zaangażowanie społeczne
W roku 1836 założył Barwny Tygodnik Hiszpański (Semanario Pintoresco Español). Wydając ten bogato zdobiony drzeworytowymi ilustracjami tygodnik, pisarz chciał zainteresować czytelników pięknem kraju ojczystego, jego historią i obyczajami, a przyświecał mu cel, który w całej historii prasy hiszpańskiej wydarzył się chyba tylko ten jedyny raz – zainteresowanie obywateli polityką pisarz pragnął zastąpić zainteresowaniem sprawami kultury. Czasopismo odniosło wielki sukces. Przez cały okres, w którym Mesonero był jego właścicielem i zarządcą, czyli od założenia do roku 1842, tygodnik miał 5000 prenumeratorów i skupiał najwybitniejszych i reprezentujących różne poglądy pisarzy tamtego okresu.
Ramón de Mesonero Romanos był zawsze człowiekiem czynu, a jego postawa niezależna i apolityczna zjednywała mu zaufanie u ludzi z różnych dziedzin. Był organizatorem zabaw. Zorganizował stowarzyszenie do propagowania i podnoszenia poziomu edukacji wśród ludzi. Był jednym z głównych promotorów założenia instytutu naukowo-literackiego Ateneo w Madrycie (1835) i ośrodka kulturalnego Liceo, organizującego spotkania, sesje naukowe i w różnoraki sposób promującego sztukę i kulturę hiszpańską (1837).

## Dalsze podróże
Mesonero dalej podróżował. O drugim wyjeździe za granicę mówią Wspomnienia z podróży po Francji i Belgii (Recuerdos de viaje por Francia y Bélgica – 1841). Najwięcej wojaży przypada na okres regencji Marii Krystyny, z których relacje zachowały się w Pracach nie zebranych, opublikowanych – podobnie jak pierwszy Dziennik podróży – przez synów. W swoich podróżach Mesonero Romanos podziwiał osiągnięcia urbanistyczne, postępy, świadomość obywatelską i przebieg realizacji różnych reform. W odróżnieniu od innych romantyków, którzy oglądali miasta europejskie jako wygnańcy lub politycy, Mesonero był obserwatorem rzeczywistości bez żadnego celu czy podtekstu ideologicznego; był kostumbrystą.

## Dalsza aktywna działalność dla Madrytu
Jego wielkie zainteresowanie sprawami miasta sprawiło, iż w roku 1846 został wybrany radnym miasta. Jako radny przedstawił cały szereg projektów, które wielu uznało za utopię, a które przewidywały przebudowę całych dzielnic, targowisk, placów, wiaduktów i ulic. W roku 1846 opracował i przedstawił na sesji Rady Miejskiej swój Projekt generalnych ulepszeń (Proyecto de mejoras generales), który zakładał niemal zmianę wyglądu ówczesnego miasta. W parę lat później rzekoma utopia stała się rzeczywistością. W swojej działalności dał dowód, że umie łączyć daleko posunięte, wręcz rewolucyjne, pomysły reform, z tym, co wartościowe z przeszłości (nie pozwolił na przykład zburzyć klasztoru trynitarianek, w którym pochowany został Cervantes; innym razem spowodował, że w domach, w których mieszkali wielcy twórcy Złotego Wieku, wmurowano tablice pamiątkowe).
W roku 1847 został członkiem rzeczywistym Akademii Królewskiej (członkiem honorowym był już od 1838 roku). W dwa lata później ożenił się z kobietą znacznie od siebie młodszą (miała dwadzieścia dwa lata, a on czterdzieści sześć), a następnie zrzekł się funkcji radnego, aby poświęcić się życiu rodzinnemu oraz działalności literackiej i związanej z literaturą. W tym właśnie czasie wydał zmienioną wersję Podręcznika Madrytu (1854), a w latach 1857–1861 w ramach kolekcji klasyków Manuela Rivadeneyry, zatytułowanej Biblioteka Autorów Hiszpańskich, opublikował cały szereg dzieł ze Złotego Wieku Hiszpanii.
W roku 1864 powrócił do współpracy z władzami miasta, ale w innym charakterze: został urzędowym kronikarzem Madrytu. Zlecono mu zorganizowanie biblioteki miejskiej. Jego własny pokaźny księgozbiór, który Rada Miasta odkupiła, stał się zaczątkiem organizowanej przez niego biblioteki. Biblioteka została otwarta w roku 1875, a Ramón Mesonero Romanos został dożywotnio jej pierwszym kustoszem.

## Pamiętniki
Ostatnie lata swojego życia poświęcił na pisanie Pamiętników siedemdziesięciolatka, które jako cykliczne artykuły ukazywały się na łamach Pisma Ilustrowanego Hiszpańsko-Amerykańskiego (La Ilustración Española y Americana). Czasopismo to wydało następnie te same Pamiętniki w roku 1881, zebrane w postaci książkowej. Dzięki darowi narracji i dzięki temu, że Ramón de Mesonero Romanos był aktywnym uczestnikiem opisanych w Pamiętnikach zdarzeń kulturalnych, artystycznych i społecznych, stały się one jednym z najchętniej czytanych źródeł wiedzy dla osób interesujących się dziewiętnastowieczną Hiszpanią.
Ramón de Mesonero Romanos zmarł w Madrycie 30 kwietnia 1882 r.

## Charakter pisarza
Ramón Mesonero Romanos poświęcił swoje życie dwóm pasjom. Pierwszą była literatura i jej propagowanie. Drugą zaś – jego rodzinne miasto, Madryt, pod każdym względem.
Współcześni mu pisarze i krytycy widzieli w nim człowieka rozsądnego, ale i w pewnej mierze malkontenta. W swoich ocenach skłaniał się bardziej do surowości niż pobłażliwości. W zachowaniu i obyczajach był zawsze uporządkowany i spokojny. W dyskusjach nie był wojowniczy, ale za to nieugięty. Zawsze głęboko przekonany o słuszności swoich sądów, niezmienny w decyzjach i ostrożny w postępowaniu. Początkowe poglądy liberalne z czasu młodości stopniowo łagodniały w miarę upływu lat, aż stał się ostatecznie konserwatystą.
W swoich zainteresowaniach bardzo dociekliwy, miał wyjątkowy dar odmalowywania otaczającej go rzeczywistości i obyczajów.
Został uznany i jest nadal uznawany za jednego z czołowych pisarzy kostumbrystów.